# Punte (de navă)

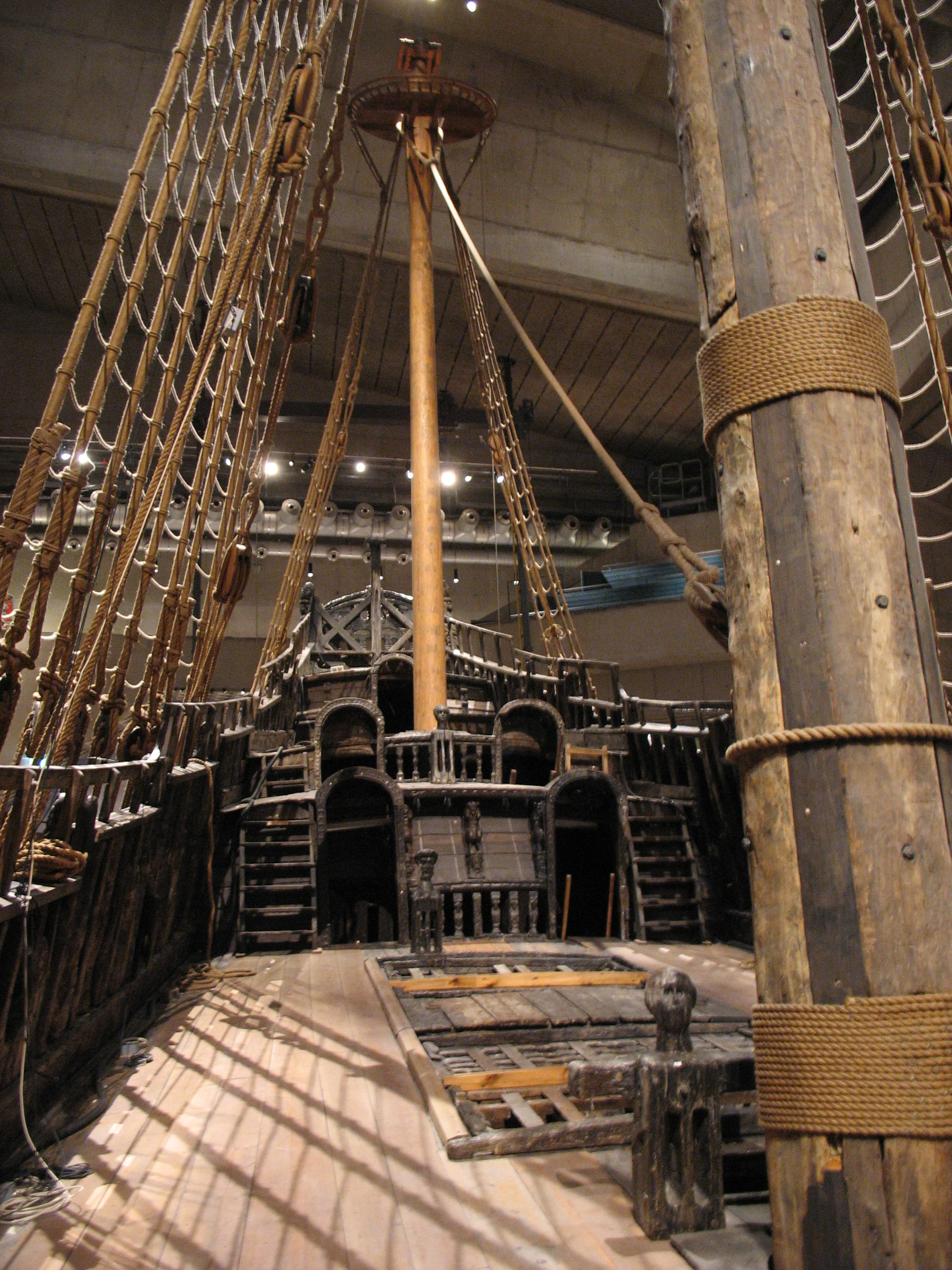
Puntea navei de luptă suedeze Vasa (sec. XVII)

Puntea  de navă este o platformă din table de oțel sau din dulapi de pin, frasin sau stejar, constituind învelișul corpului navei la partea superioară, cât și unul din elementele longitudinale de structură.
Pe navele mari, punțile intermediare și inferioare fac și etajarea spațiului cocei. 
Punțile metalice sunt formate din tole de oțel dispuse în fâșii longitudinale paralele numite file, susținute de traverse și pontili. Rezistența punților se asigură prin grosimea tablelor și prin sistemul de îmbinare cu celelalte elemente de structură. Pe contur se află stringherul de punte (gutieră sau tablă lăcrimară care se îmbină cu fila de centură a bordajului. Grosimea tablelor punții este mai mare spre centrul navei și scade spre extremități. Curbura transversală a punții asigură scurgerea apelor spre borduri. 
Punțile de lemn se întâlnesc la navele mici de pasageri, la ambarcațiuni sau la construcția suprastructurilor ușoare. Pe navele mari, orice punte de lemn este întărită prin corzi longitudinale sau transversale din tole de oțel. Unele punți metalice sunt în întregime  sau numai parțial, pardosite; puntea dublului fund, puntea teugii și dunetei, puntea de comandă și puntea ambarcațiunilor sunt integral pardosite. 
În funcție de mărime și destinație, o navă poate avea una sau mai multe punți ale corpului și punți de suprastructură, care poartă denumiri diferite după poziția sau rolul lor. Navele cu înălțime de construcție mai mică de 4 m au o singură punte, continuă și etanșă.
Orice navă are o punte superioară, care este cea mai de sus punte continuă și etanșă pe toată lungimea navei și până la care se măsoară înălțimea de construcție.
Cargourile pentru mărfuri generale se construiesc cu una sau mai multe punți denumite și punți adăpostite (shelterdocks). Puntea shelter este o platformă situată imediat deasupra punții superioare acoperind o structură fără deschidere în borduri.
La navele cu mai multe punți, sub puntea superioară se dispun puntea intermediară și punțile inferioare. Puntea care acoperă spațiul dublului fund se numește puntea dublului fund.
După rolul pe care îl îndeplinesc, puntea superioară sau cele situate sub ea pot fi: 
- punte de rezistență (prima, a doua, a treia);
- punte de bord liber (de la care se măsoară bordul liber);
- puntea pereților etanși sau puntea de compartimentare;
- puntea principală, care este continuă și rezistentă;
- puntea de tonaj, la nivelul căreia se măsoară lungimea navei pentru calculul tonajului.

După poziție și structură, una din aceste punți poate îndeplini mai multe roluri.
Astfel, la navele cu o singură punte, puntea superioară este și punte principală, punte de bord liber, punte de tonaj etc.
Punțile de suprastructură acoperă fie una din suprastructurile principale — teugă, castel central, dunetă — când au o construcție mai rezistentă și îndeosebi puntea castelului central, fie suprastructuri ale castelului central sau rufurilor, când au o construcție mai ușoară: puntea de promenadă, puntea bărcilor, puntea de navigație etc. 
Punțile de suprastructură sunt, de regulă, punți parțiale spre deosebire de punțile continue, care se întind pe toată lungimea navei. Unele nave au deasupra punții principale o punte continuă, care poate fi punte de manevră sau mai frecvent punte de adăpost, deasupra cărora se construiesc rufuri. 
Când puntea superioară are partea din pupa înălțată cu aproximativ 1,22 m această parte se numește punte înălțată pupa sau puntea semidunetei; când înălțarea este la prova, poartă denumirea de punte înălțată prova sau puntea semiteugii.
Dacă puntea superioară este fără suprastructuri, ea poartă denumirea de punte liberă.